# Batalla de Barquisimeto (1874)
La Batalla de Barquisimeto fue un enfrentamiento militar librado en noviembre de 1874, en plena Revolución de Coro, entre las fuerzas rebeldes del general León Colina y las leales al presidente automático Antonio Guzmán Blanco. Finalizó con la victoria de estas últimas.

## Antecedentes
El 17 de octubre de 1874, se forma la Junta Revolucionaria de Coro que declara la guerra al presidente Antonio Guzmán Blanco, acusando a su autoridad de «atentatoria, tiránica, usurpadora» y nombrando al general León Colina como General en Jefe del Ejército Revolucionario. Rápidamente se organizó «un cuerpo de ejército de más de cuatro mil (...) valerosos soldados corianos» mal armados, con escaso parque y limitada logística para tomar Barquisimeto.

## Combate
La ciudad era defendida por los generales Rafael Márquez Arana y Juan Fermín Colmenares. A inicios de noviembre, el 1er Cuerpo de Ejército había sido enviado a la urbe inmediatamente después de saberse de la rebelión, unos 3000 hombres que establecieron su cuartel general allí. Inicialmente, Márquez consideró salir al encuentro del enemigo pero recibió órdenes de Antonio Guzmán Blanco desde Valencia, que le ordenaban mantenerse a la defensiva. Cuando León Colina llegó, los gubernamentales ya estaban preparados.
Los asaltos comienzan el 27 de noviembre, cuando Márquez se entera de que Colina se acerca desde el camino de Bobare, así que manda una división al norte de Barquisimeto, luego manda al general Pilar Bravo a defender la calle Libertador en el oeste, y al general Vicente Jiménez entre las plazas Nuestra Señora de la Paz y San Juan. Mientras tanto, Colina y sus revolucionarios se acerca por el poniente, iniciándose el combate de forma sostenida al mediodía. Los asaltantes no consiguen romper las defensas y sufren muchas perdidas, e incluso cuando lo intentan en otros sectores el resultado es similar. Después de tres días, en la noche del 30 de noviembre, Colina decide ordenar la retirada a Coro.

## Consecuencias
Los vencidos tuvieron que retroceder de vuelta a Coro viéndose completamente desmoralizados hasta que su número cayó a la mitad por los combates y las marchas, encontrándose también con enemigos en su propia tierra natal, pues en Coro había estallado una sublevación a favor del gobierno. Además, la Armada venezolana empezó a bloquear el puerto de La Vela de Coro.
Sabiendo que Colina carecía de recursos militares y estaban aislado del resto del país, Antonio Guzmán Blanco reunió una poderosa hueste de 16.000 hombres y avanzó contra Coro. En vez de combatir, el presidente le ofreció al general revolucionario y los menos de 2000 soldados que le quedaban una capitulación ventajosa. El 28 de enero de 1875 el presidente venció al general rebelde José Gregorio Riera en Cumarebo con el 5° Cuerpo de Ejército, el día 31 era ocupada La Vela y el 3 de febrero Colina capitulaba. Los últimos rebeldes se rinden en Coro el día 6.